# 錫爾弗科納斯 (明尼蘇達州)
錫爾弗科納斯（英語：Silver Corners）是位於美國明尼蘇達州本頓縣格雷厄姆鎮區的一個非建制地區。

## 地理
錫爾弗科納斯所處的海拔為高於海平面348米（即1142英呎），而該地所採用的時區為UTC-6，即北美中部時區（CST）。同時該地設有夏令時間，為UTC-6調快一小時，即UTC-5（CDT）。